# Perrottetia multiflora
Perrottetia multiflora är en tvåhjärtbladig växtart som beskrevs av Cyrus Longworth Lundell. Perrottetia multiflora ingår i släktet Perrottetia och familjen Dipentodontaceae. Inga underarter finns listade.